# Cisowe Grapy
Cisowe Grapy – szczyt w zachodniej części Beskidu Andrychowskiego (Beskid Mały). Według topograficznej mapy Geoportalu jest jednym z trzech “cisowych” szczytów: północny (805,7 m), środkowy (794,8 m), opisane jako Wielki Cisownik i południowy, zwornikowy bez nazwy i bez podanej wysokości (na podstawie poziomic około 850 m). Na lotniczej mapie Geoportalu ten południowy wierzchołek to właśnie Cisowe Grapy, na mapie Compassu ma on nazwę Wielka Cisowa Grapa (853 m), w przewodniku turystycznym także Cisowa Grapa Południowa.
Cisowe Grapy są zwornikiem dla trzech grzbietów:
- grzbiet południowo-zachodni poprzez Maleckie, Jaworzynę i Stary Groń opadający do Jeziora Żywieckiego,
- grzbiet północno-zachodni poprzez Cisownik (Wielką Grapę Północną), Przełęcz Isepnicką, Kiczorę i Żar opadający do Jeziora Międzybrodzkiego,
- grzbiet wschodni biegnący przez Wielką Górę (Kocierz) i Beskid do Przełęczy Kocierskiej i dalej. Jest to główny grzbiet Beskidu Małego[4][1].

Cisowe Grapy wznoszą się nad dolinami trzech potoków: po zachodniej stronie jest to Isepnica, po północnej Wielka Puszcza, po wschodniej Kocierzanka.
Szczyt Cisowych Grap trawersują dwa szlaki turystyczne: od północy czerwony Mały Szlak Beskidzki, zaś od południa – szlak niebieski z Tresnej, dochodzący do czerwonego na przełęczy Szerokiej Przełęczy (Przysłop Cisowy). Obecnie porośnięty jest lasem, dawniej były tutaj jednak hale pasterskie. Przy czerwonym szlaku poniżej szczytu Cisowych Grap znajdują się resztki dawnego, murowanego kamiennego szałasu. W czasie II wojny światowej podobno przebywali w nim przez jakiś czas partyzanci. Po wschodniej stronie szczytu Cisowej Grapy Południowej (nad doliną Kocierzanki) znajduje się leśny rezerwat przyrody Szeroka.
Na szczycie Cisowych Grap graniczą ze sobą 3 miejscowości: Międzybrodzie Bialskie i Kocierz Rychwałdzki w powiecie żywieckim, oraz Porąbką w powiecie bielskim (wszystkie w województwie śląskim).
Szlaki turystyczne
 Tresna – Rozstaje pod Kościelcem – Kościelec – Jaworzyna – Przełęcz Cisowa – Maleckie – Szeroka Przełęcz (Przysłop Cisowy). Czas przejścia: 3 h, ↓ 2:10 h
 Mały Szlak Beskidzki na odcinku: Żarnówka Mała – Żar – Kiczora – Przełęcz Isepnicka – Cisownik – Cisowe Grapy – Szeroka Przełęcz – Wielka Góra – Przełęcz Szeroka – Beskid – Błasiakówka – Przełęcz Kocierska. Czas przejścia: 4:05 h, ↓ 3:30 h

## Przypisy

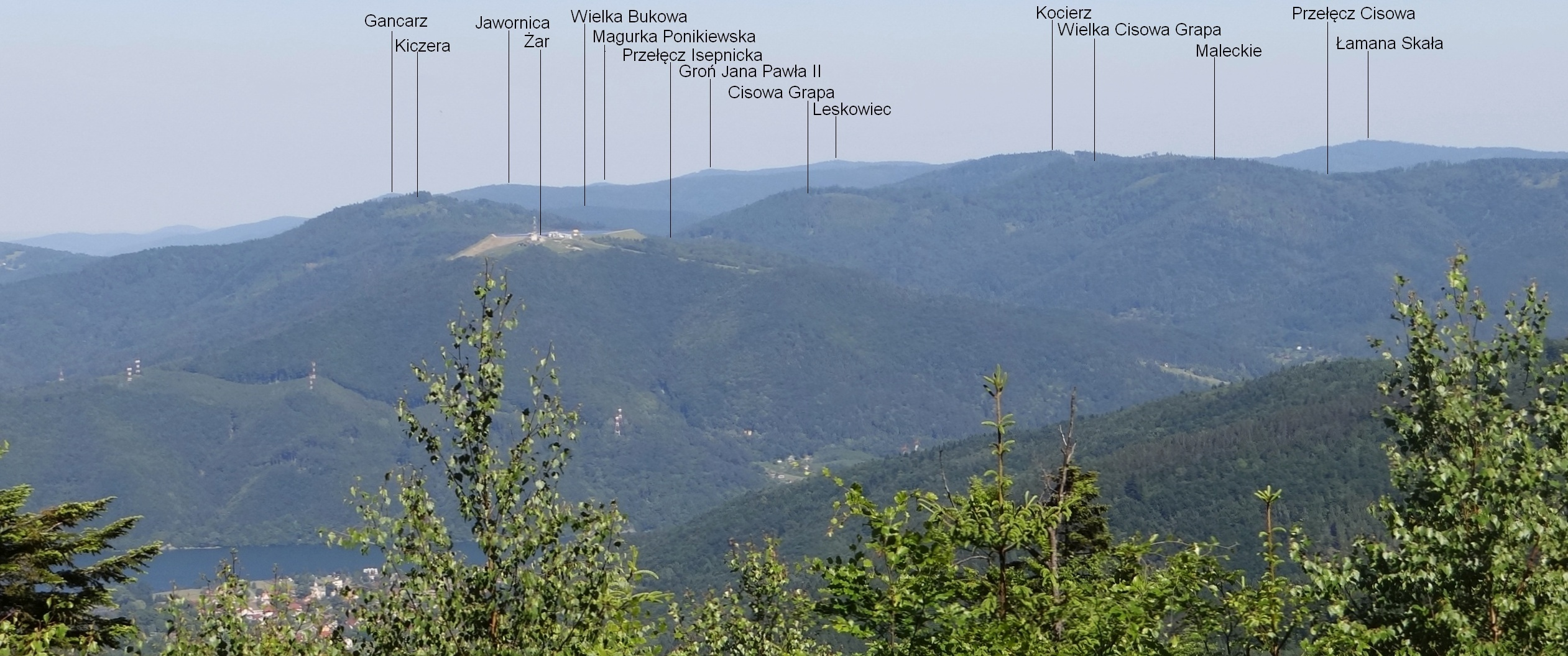
Widok na Wielką Cisową Grapę z grzbietu Magurki Wilkowickiej